# Kinmei
L'empereur Kinmei (欽明天皇, Kinmei Tennō), né en 509 et mort le 24 mai 571 est le vingt-neuvième empereur du Japon, selon l'ordre traditionnel de la succession, et le premier auquel l'historiographie moderne peut attribuer des dates précises. Durant sa vie, il était connu sous le nom de Amehara Oshiharaki Hironiwa (天国排開広庭尊) ou Amekuni Oshiharaki Hironiwa. À l'époque où il a vécu, le titre de Tennō n'existait pas encore, et son titre réel était probablement Sumeramikoto (治天下大王, Amenoshita shiroshimesu ōkimi), ou Sumera no mikoto, (« Grand Roi de tout ce qui est sous les Cieux »), et/ou Yamato Ōkimi (« Grand Roi du Yamato »).

## Biographie

### Accès au pouvoir
Selon l'histoire telle que rapportée par la tradition, Kinmei n'accède au trône qu'après la mort de son frère l'empereur Senka en 539. Selon les spécialistes, il a cependant peut-être été un dirigeant rival durant le règne de ses deux demi-frères aînés Ankan et Senka (des manques et des contradictions dans les légendes rapportées par le Nihon shoki tendent à soutenir cette théorie), et reste seul à régner après la mort de ces derniers. Il établit ou déplace sa cour au palais de Shikishima no Kanazashi (磯城嶋金刺宮) dans la province de Yamato. Mononobe no Okoshi et Nakatomi no Kanamura sont tous deux nommés Ōmuraji et Soga no Iname devient Ōomi. 

### Introduction du bouddhisme au Japon
Bien que la cour impériale ne se déplace pas dans la région d'Asuka avant 592, le règne de Kinmei est généralement considéré comme le premier de la période Asuka, dans la mesure où il voit l'introduction du bouddhisme au Japon, amené par environ 5000 familles d'immigrants coréens appelés Kikajin.
Selon le Nihon shoki, l'empereur Kinmei reçoit en cadeau une statue de Bouddha de la part du roi de Paekche Song Myong Wang (聖明王, Seimei Ō). Bien que le bouddhisme soit alors déjà pratiqué au Japon par de nombreux immigrants coréens (selon le Jōgū Shōtoku Hōō Teisetsu, le bouddhisme est introduit dans le pays en 538), cet épisode est généralement considéré comme l'introduction officielle du bouddhisme dans le pays.
Avec l'introduction de cette nouvelle religion à la cour, une profonde rivalité débute entre le clan Mononobe, qui soutient le culte des divinités traditionnelles japonaises, et le clan Soga, qui soutient l'adoption du bouddhisme. Un épisode célèbre relate que peu après que les Soga aient commencé à adorer la nouvelle statue de Bouddha, une épidémie se répandit, que les Mononobe ne tardèrent pas à attribuer à une malédiction envoyée par les divinités traditionnelles en punition pour le culte du dieu étranger. Mononobe no Okoshi et ses hommes jetèrent promptement la statue dans une rivière à Naniwa et brûlèrent le temple construit par les Soga pour l'abriter.
Toujours selon le Nihon shoki, Kinmei règne jusqu'à sa mort en 571 et est enterré dans le kofun de Hinokuma no Sakai (桧隈坂合陵), mais une théorie plus probable soutient qu'il a en fait été enterré dans celui de Misemaruyama (見瀬丸山古墳) situé à Kashihara.

## Généalogie
Kinmei était le fils de l'empereur Keitai et sa mère la fille de l'empereur Ninken, la princesse Tashiraka (手白香皇女). 

### Impératrice et consorts
Kinmei eut en tout seize fils et neuf filles, avec six femmes différentes. Les trois premières étaient trois de ses nièces, filles de son frère et prédécesseur l'empereur Senka ; les deux premières étaient filles de l'impératrice Tachibana no Nakatsu ; la troisième d'une concubine. Les deux suivantes étaient également sœurs, filles de Soga no Iname.
Le Kojiki mentionne seulement cinq consorts, et fait une seule personne de la troisième et la sixième consort :
- princesse Ishi-Hime (ou Iwa-hime), fille de l'empereur Senka et de l’impératrice Tachibana no Nakatsu, impératrice au printemps 540, impératrice douairière en 572, dont il eut trois enfants :
  - prince Yata no Tamakatsu no Oe (premier fils) ;
  - prince Nunakura Futotama-Shiki (empereur Bidatsu) ; né en 538 (second fils) ;
  - princesse Kasanui (princesse Satake) ;

- princesse Kura Wayaka-Hime, fille de l'empereur Senka et de l’impératrice Tachibana no Nakatsu, seconde consort impériale, dont il eut un enfant :
  - prince Iso no Kami, né en 539/540 ;

- princesse Hikage, fille de l'empereur Senka et d'une épouse secondaire ; troisième consort impériale, dont il eut un enfant :
  - prince Kura (prince Soga no Kura) ;

- Soga no Kitashi Hime, fille de Soga no Iname ; quatrième consort impériale, morte avant 612, dont il eut treize enfants :
  - prince Oe ou Ikebe (empereur Yōmei) ; né en 540 ;
  - princesse Ihane-hime ou Ihakumo, princesse vestale d’Ise ; née vers 545 ;
  - prince Atori, né vers 545/550 ;
  - princesse Nukatabe (impératrice Suiko), née en 553 ;
  - prince Maroko ;
  - princesse Ohoyake ;
  - prince Iso no Kami Be (Imigako) ;
  - prince Yamashiro ;
  - princesse Ohotomo ;
  - prince Sakurawi ;
  - princesse Katano ;
  - prince Tachibana Moto no Wakugo ;
  - princesse Toneri, née vers 565 ; mariée à son neveu le prince Tame Toroya, fils de l'empereur Yōmei ; morte en 603 ;

- Soga no Oane hime, fille de Soga no Iname ; cinquième consort impériale, dont il eut 5 enfants :
  - prince Mubaragi ;
  - prince Katsuraki ;
  - princesse Hasetsukabe Anahobe no Hashihito, mariée à son demi-frère l'empereur Yōmei, parents du prince Shōtoku ;
  - prince Amatsukabe Anahobe (Prince Sume-Irodo), tué le 7 juin 587 ;
  - prince Hatsusebe (empereur Sushun) ;

- Nukako no Iratsume, fille de Kasuga no Hifuri no Omi ; cinquième concubine, dont il eut deux enfants :
  - princesse Kasuga no Yamada no Iratsume ;
  - prince Tachibana no Maro.